# Stanisławowo (powiat płocki)
Stanisławowo – wieś sołecka w Polsce położona w województwie mazowieckim, w powiecie płockim, w gminie Drobin.
W latach 1975–1998 miejscowość należała administracyjnie do województwa płockiego.
We wsi Stanisławowo znajduje się pierwszy w Polsce Rolniczy Zakład Aktywności Zawodowej dla Niewidomych. Zakład powstał w 2001 roku, jego celem jest rehabilitacja zawodowa i społeczna niepełnosprawnych, w tym z dysfunkcją wzroku, pochodzących głównie z terenów okolicznych wiosek.